# 烏克蘭之聲
烏克蘭之聲（羅馬化：Holos Ukrainy）是在基輔出版的乌克兰日报。乌克兰最高拉达通过的法案會在次日生效前於此日刊中刊出。